# Кампания за истински ейл
CAMRA (на английски: Campaign for Real Ale – Кампания за истински ейл) е независима, доброволна организация на потребителите във Великобритания, със седалище в Сейнт Олбанс, (Англия), чиято главна цел е популяризирането на истинския ейл и традиционните британски пъбове. Понастоящем тази организация е едно от най-големите потребителски сдружения в Обединеното кралство.

## История
Организацията е основана през 1971 г. от четирима любители на британския ейл – Греъм Лиис (Graham Lees), Бил Мелор (Bill Mellor), Майкъл Хардман (Michael Hardman) и Джим Мейкин (Jim Makin). Те се обединяват притив бързо растящата индустриализация и обезличаване на британската пивоварна промишленост. Един от първите участници в сдружението става редакторът на справочника Good Beer Guide (Пътеводител на добрата бира), Роджер Проц (Roger Protz).
Първоначално организацията се нарича Кампания за възраждане на ейла (Campaign for Revitalisation of Ale). Дейността на CAMRA включва насърчаване на малките пивоварни и пъбовете, промени в законите за лицензиране, намаляване на данъците върху бирата и спиране на консолидацията сред местните британски пивоварни. Тя също така полага усилия за популяризиране на по-малко разпространени видове бира и други традиционни британски напитки, включително стаут, портър, лек ейл (mild), традиционния британски ябълков сайдер и крушовия сайдер пери.
CAMRA публикува „Пътеводител на добрата бира“ (Good Beer Guide), ежегоден каталог на препоръчваните пъбове и пивоварни. Организацията организира и провежда и „Фестивала на великата британска бира“ (Great British Beer Festival) – ежегоден фестивал, който се провежда в Лондон и по време на който могат да се дегустират огромно число марки истински ейл.
CAMRA поддържа и национален регистър на интериора на историческите пъбове (National Inventory of Historic Pub Interiors), за да защити най-ценните исторически пъбове във Великобритания.
През 2006 г. CAMRA има повече от 82000 членове. Членовете се ползват с редица привилегии, които включват ежемесечния вестник „What’s Brewing“ и отстъпки от входните билети за бирените фестивали, организирани от CAMRA.
CAMRA присъжда награди за бира и пъбове, напр. Национален пъб на годината. Най-известната награда на CAMRA е „Бира – шампион на Британия“» (Champion Beer of Britain), която се присъжда на „Фестивала на великата британска бира“. Ежегодно CAMRA провежда и множество регионални фестивали на бирата и сайдера в цялата страна.

## Истински ейл
Истински ейл (Real ale) е название въведено от CAMRA за алкохолна напитка, отговаряща на следните изисквания: „бира, сварена от традиционни съставки, получена чрез вторична ферментация и отлежала в контейнер, от който тя се разлива без използване на постъпващ отвън въглероден двуокис“. Този термин се използва изключително във Великобритания.